# Balogd
Balogd (1899-ig Bologd, szlovákul: Blažice) község Szlovákiában, a Kassai kerület Kassa-környéki járásában.

## Fekvése
Kassától 15 km-re délkeletre, az Ósva-patak bal partján található.

## Története
A régészeti leletek tanúsága szerint területén már az i. e. 3. évezredben is éltek emberek. A 2. és 4. század közötti időszakból pedig 27 fazekas égetőkemence maradványai kerültek elő.
A mai falut 1245-ben „Bolugd” néven említik először. 1562-ben hét portát számláltak a faluban. 1575-ben a király Katai Ferencnek adományozta, később a kassai jezsuiták a birtokosai.
A 18. század végén Vályi András így ír róla: „BOLOGD. vagy Bolvid. Magyar falu Abauj Vármegyében, birtokosa a’ tudományi Kintstár, fekszik Kassától két mértföldnyire; ’s a’ Mislei Uradalomhoz tartozik. Határja, ’s vagyonnyai is középszerűek.”
A 19. században vegyes magyar-szlovák lakossága volt, többségben római katolikusok.
Fényes Elek 1851-ben kiadott geográfiai szótárában így ír a faluról: „Bologd, tót-magyar falu, Abauj vgyében, az Ósva mellett: 348 kath., 8 zsidó lak. Földei sikon feküsznek s termékenyek, 3 kerekű malom az Ósva vizén, kása- és kendertörővel. F. u. a tudományi kincstár. Ut. post. Kassa.”
Borovszky Samu monográfiasorozatának Abaúj-Torna vármegyét tárgyaló része szerint: „Regete-Ruszkától délre van Bologd kisközség 353 magyar és tót lakossal, 59 házzal, mindjárt mellette pedig, a kassa-sátoraljaujhelyi vasút mentén Garbócz-Bogdány, mely Bologdnak is postaállomása és körjegyzői székhelye.”
A trianoni diktátumig Abaúj-Torna vármegye Füzéri járásához tartozott, majd az új Csehszlovák államhoz csatolták. 1938 és 1945 között ismét Magyarország része.

## Népessége
| Év:            | 1994. | 2004.    | 2014.    | 2024.   |
| -------------- | ----- | -------- | -------- | ------- |
| Emberek száma: | 395   | 496      | 600      | 655     |
| Eltérés:       |       | +25,56 % | +20,96 % | +9,16 % |

| Év:            | 2023. | 2024.   |
| -------------- | ----- | ------- |
| Emberek száma: | 645   | 655     |
| Eltérés:       |       | +1,55 % |

1910-ben 343-an lakták, ebből 234 szlovák, 109 magyar anyanyelvű.
2001-ben 463 lakosából 441 szlovák volt.
2011-ben 559 lakosából 529 szlovák volt.

## Nevezetességei
- Mihály arkangyal tiszteletére szentelt, római katolikus temploma a 15. században épült.